# Eberhard von Hofacker

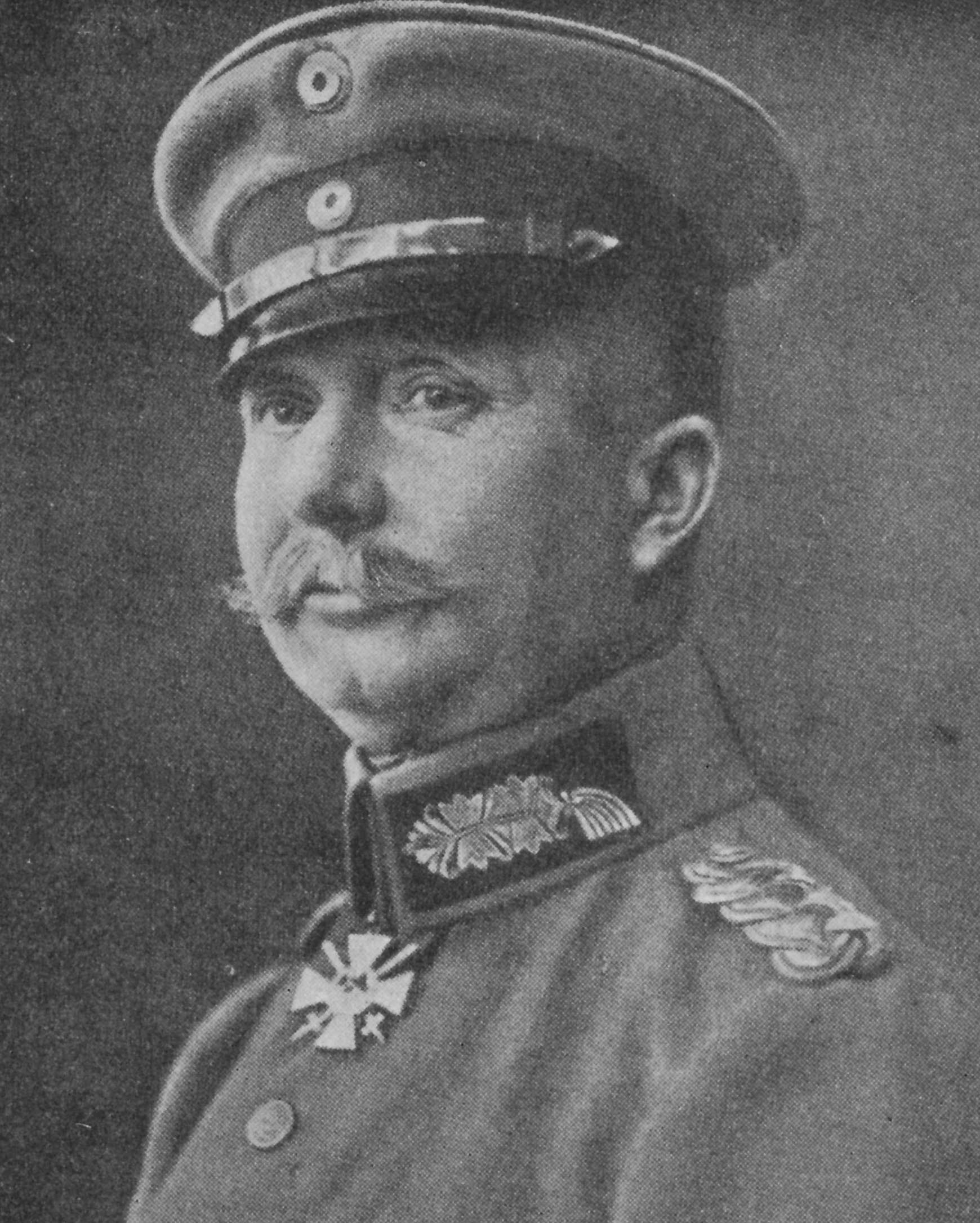
Eberhard von Hofacker

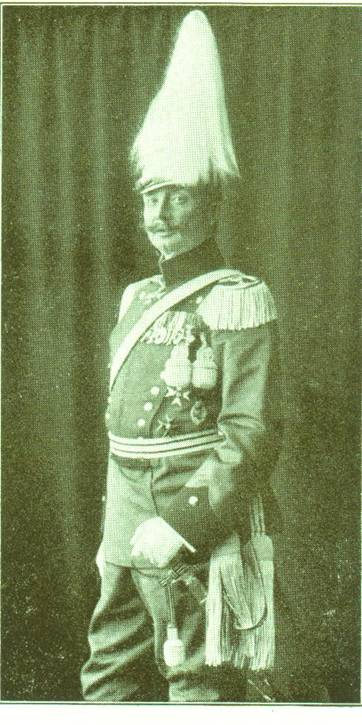
Hofacker als Kommandeur des Ulanen-Regiment „König Wilhelm I.“ (2. Württembergisches) Nr. 20

Eberhard Alfred Konrad Karl Hofacker, seit 1908 von Hofacker, (* 25. Juni 1861 in Hemmingen; † 19. Januar 1928 in Tübingen) war ein württembergischer Generalleutnant im Ersten Weltkrieg.

## Leben
Hofacker trat am 29. September 1879 als Fahnenjunker in das Dragoner-Regiment „Königin Olga“ (1. Württembergisches) Nr. 25 der Württembergischen Armee in Ludwigsburg ein und avancierte Anfang Februar 1881 zum Sekondeleutnant. Ab dem 28. März 1886 war er Regimentsadjutant und wurde in dieser Funktion am 18. Dezember 1888 Premierleutnant. Vom 21. Juli 1891 bis 11. September 1894 absolvierte er die Preußische Kriegsakademie. Anschließend folgte unter gleichzeitiger Beförderung zum Rittmeister am 12. September 1894 die Ernennung zum Eskadronchef. Vier Jahre später versetzte man Hofacker als Adjutant zur 26. Division (1. Königlich Württembergische). Von dort kommandierte man ihn vom 16. Dezember 1899 bis 17. Oktober 1901 in den Großen Generalstab nach Berlin und beförderte ihn zwischenzeitlich am 18. Mai 1901 zum Major. Als solcher fungierte er im Anschluss als Erster Generalstabsoffizier zunächst im Generalstab der 21. Division, ab 27. Januar 1903 bei der 26. Division sowie ab 27. April 1904 beim XIII. (Königlich Württembergisches) Armee-Korps. Hofacker erhielt am 21. Juni 1906 seine Beförderung zum Oberstleutnant und die Ernennung zum diensttuender Flügeladjutanten von König Wilhelm II. Zugleich war er außerdem Kommandeur der Schloßgarde-Kompanie in Stuttgart.
In dieser Eigenschaft hatte ihn Wilhelm II. am 25. Februar 1908 mit dem Ehrenkreuz des Ordens der Württembergischen Krone beliehen. Damit verbunden war die Erhebung in den persönlichen Adelsstand. Am 25. Juni 1909 folgte seine Erhebung in den erblichen Adelsstand.
Vom 18. Mai 1908 bis zum 24. Juli 1910 war Hofacker Kommandeur des Ulanen-Regiments „König Wilhelm I.“ (2. Württembergisches) Nr. 20. Zwischenzeitlich am 7. September 1909 zum Oberst avanciert, war er anschließend Chef des Generalstabes des XVIII. Armee-Korps. Nachdem man ihn am 27. Januar 1913 zum Generalmajor befördert hatte, übernahm er am 1. Oktober des Jahres als Kommandeur die 45. Kavallerie-Brigade in Saarlouis.
Die Brigade führte Hofacker über den Ausbruch des Ersten Weltkriegs hinaus, wurde am 5. Oktober 1914 abgelöst und bis 3. Februar 1915 als Offizier von der Armee geführt. Anschließend erhielt er das Kommando über die 4. Landwehr-Division und ab 14. Dezember 1915 über die 5. Kavallerie-Division an der Ostfront bei den Stellungskämpfen in den Pripjetsümpfen. In der Folge hatte Hofacker vom 13. August bis 19. Dezember 1916 das Kommando über die 82. Reserve-Division, dann bis 5. Januar 1917 über die 22. Reserve-Division. Anschließend befehligte der Generalleutnant (seit 1. November 1916) die 26. Division, mit der er u. a. an der Schlacht von Arras teilnahm und ab Ende August 1917 an der Italienfront zum Einsatz kam. Nach dem Tode Albert von Berrers, Befehlshabender der „Gruppe Berrer“ in der 14. Armee, übernahm er deren Befehligung. Die Gruppe hieß fortan „Gruppe v. Hofacker“. Ab 3. November 1917 fungierte Hofacker als Führer des Generalkommandos z. b. V. 51 und wurde am 23. August 1918 als Offizier von der Armee abermals zur Verfügung gestellt.
Nach Kriegsende berief man Hofacker als stellvertretenden Leiter des Württembergischen Kriegswesens. Seine Verabschiedung aus dem aktiven Dienst erfolgte schließlich am 8. Mai 1919.

## Familie
Eberhard von Hofacker war mit Albertine, geborene Gräfin von Üxküll-Gyllenband verheiratet. Ihr gemeinsamer Sohn war der am Attentat vom 20. Juli 1944 beteiligte Caesar von Hofacker.

## Auszeichnungen
Hofacker war Ehrensenator der Universität Tübingen und erhielt im Laufe seiner militärischen Karriere die folgenden Auszeichnungen:
- Roter Adlerorden II. Klasse[2]
- Kronenorden II. Klasse[2]
- Ritterkreuz I. Klasse des Ordens Albrechts des Bären[2]
- Komtur I. Klasse des Ordens Philipps des Großmütigen[2]
- Ehrenkreuz II. Klasse des Lippischen Hausordens[2]
- Ehrenkreuz des Greifenordens[2]
- Waldeckisches Verdienstkreuz II. Klasse[2]
- Württembergische Dienstauszeichnung I. Klasse[2]
- Offizierskreuz des Ritterordens der Hl. Mauritius und Lazarus[2]
- Eisernes Kreuz (1914) II. und I. Klasse
- Ritterkreuz des Württembergischen Militärverdienstordens am 1. November 1914[3]
- Bayerischer Militärverdienstorden II. Klasse mit Schwertern am 7. November 1915[4]
- Stern zum Komtur des Ordens der Württembergischen Krone mit Schwertern am 3. Mai 1917[5]
- Großkreuz des Friedrichs-Ordens mit Krone und Schwertern am 16. November 1917[6]
- Orden der Eisernen Krone I. Klasse am 20. Dezember 1917[7]
- Pour le Mérite am 26. April 1917
  - Eichenlaub am 24. November 1917